# Yoshida Mitsuyoshi
Yoshida Mitsuyoshi (吉田光由?  Kioto, 1598-8 de enero de 1673), también conocido como Yoshida Koyū (según la lectura on'yomi) fue un matemático japonés de la era Edo. Su principal obra, el Jinkōki (塵劫記?), es considerado una referencia de la computación y de las matemáticas para autores posteriores.

## Biografía
Mitsuyoshi fue hijo de un físico que vivía en Saga, un suburbio de Kioto. Su relación con la familia Suminokura, de clase acomodada, entrenó a Mitsuyoshi con la enseñanza de la matemática china, con libros tales como el Sanpō Tōsō (算法统宗?   en chino, Suànfă tŏngzóng).

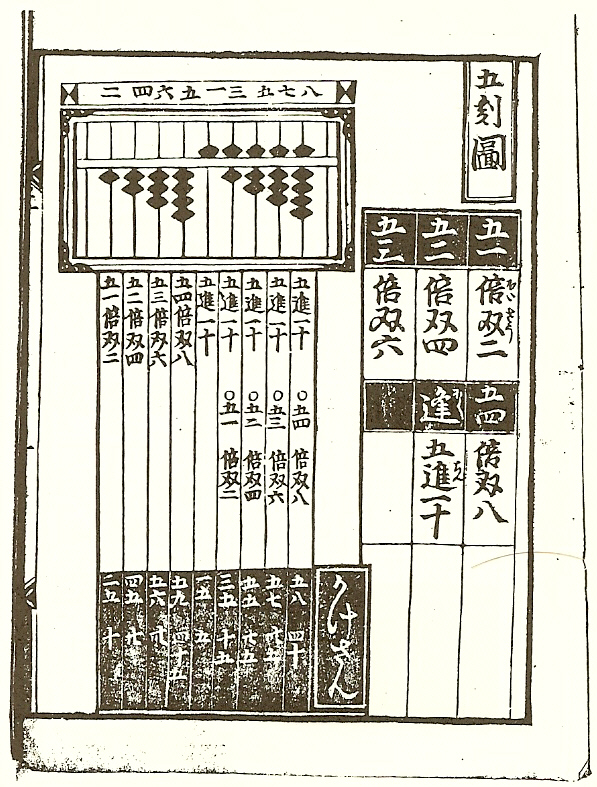
Conteo con el ábaco japonés (Soroban) por Yoshida.

La recuperación económica surgida al final de la era Azuchi-Momoyama y el ascenso del shogunato Tokugawa impulsaron el uso de la computación matemática, que se acomplejó y se volvió dificultosa por los procedimientos imperfectos y un complicado sistema monetario. Las conversiones constantes entre las monedas de oro de Edo, el patrón plata de Kioto y Osaka y diversas monedas de cobre obligaron a un procedimiento de unificación de pesos y medidas. De ahí el uso de cómputos con el ábaco japonés, llamado soroban, se volvió más importante.  No obstante, la forma de usarlo y los procedimientos de cómputo en ellos eran aún insuficientes.
Este vacío que logró cubrir Yoshida, similar a la situación en Europa un siglo atrás con Adam Ries, lo logró en 1627 con la publicación del libro de cómputo Jinkōki. Contiene numerosos problemas con una serie de ejercicios mentales, hechos por Mitsuyoshi para procedimientos matemáticos usados cotidianamente, basados parcialmente en modelos chinos similares al Sanpō Tōsō. Revisó su trabajó varias veces y en 1641 introdujo innovaciones como ilustraciones coloridas, colores diferentes con los números positivos (rojo) y números negativos (negro) y finalmente «los problemas que podrían ser resueltos», una colección de doce problemas sin resolver.
Después de 1641, trabajó en proyectos de ingeniería y en 1643 se le atribuye posiblemente la escritura de un libro. Ciertamente, Mitsuyoshi redactó dos almanaques: Wakan Hennen Gōunzen en 1645 y Koreki Binran de 1648. En los últimos años de su vida perdería la vista, fallecería en 1672.